# Liste der Kulturdenkmäler in Hergenroth
In der Liste der Kulturdenkmäler in Hergenroth sind alle Kulturdenkmäler der rheinland-pfälzischen Ortsgemeinde Hergenroth aufgeführt. Grundlage ist die Denkmalliste des Landes Rheinland-Pfalz (Stand: 21. Dezember 2021).

## Einzeldenkmäler
| Bezeichnung        | Lage                  | Baujahr    | Beschreibung                                              | Bild            |
| ------------------ | --------------------- | ---------- | --------------------------------------------------------- | --------------- |
| Bahnhof Hergenroth | Bahnhofstraße 20 Lage | gegen 1907 | ehemaliger Bahnhof; Bruchsteinbau, Heimatstil, gegen 1907 | Fotos hochladen |